# Sascha Amstätter
Sascha Amstätter (* 8. November 1977 in Frankfurt am Main) ist ein ehemaliger deutscher Fußballspieler und heutiger -trainer.

## Karriere

### Als Spieler
Amstätter begann seine fußballerische Laufbahn 1981 bei der TSG 51 Frankfurt und spielte in der Jugend des Weiteren von 1983 bis 1988 bei Germania Ginnheim, von 1988 bis 1991 bei Viktoria Preußen Frankfurt und von 1991 bis 1994 für Kickers Offenbach. Nach seinem Wechsel zum FSV Frankfurt spielte er bereits 1995/96 in seinem letzten Jahr in der A-Jugend in der damals drittklassigen Regionalliga, konnte aber den Abstieg in die Oberliga Hessen auch nicht verhindern helfen. 1997 wechselte er gemeinsam mit Renato Levy aus der Viertklassigkeit zum Lokalrivalen Eintracht Frankfurt, bei dem er in der Saison 1997/98 in der Zweiten Liga dreimal zum Einsatz kam. Nach dem Aufstieg der Eintracht gehörte er – nachdem er sich seinen Platz mit einer Einstweiligen Verfügung erstritten hatte – zum Bundesligakader der Frankfurter, durfte jedoch in der Saison 1998/99 nur zweimal in der Bundesliga auflaufen. Zur folgenden Spielzeit wechselte Amstätter zum KFC Uerdingen 05, ein Jahr später war er erstmals für den SV Wehen aktiv. Für ein halbes Jahr ging er in der Rückrunde der Saison 2001/02 zum SV Darmstadt 98, kehrte aber zum SV Wehen zurück. Im November 2006 erlitt Amstätter eine Sehnenverletzung im Fuß, die ihn für ein halbes Jahr außer Gefecht setzte. Sein Comeback absolvierte er beim 1:0-Sieg gegen die Stuttgarter Kickers am 5. Mai 2007. In den neun Jahren bei den Taunussteinern wurde er Spielmacher und Leitfigur des Teams, war trotz häufiger Verletzungen bis 2009 auch Kapitän der Mannschaft und erzielte in 226 Punktspielen in der Zweiten Liga, Dritten Liga und der Regionalliga 23 Tore. In der Saison 2009/10 kam er jedoch nur noch viermal im Drittligateam zum Einsatz und spielte meist in der zweiten Mannschaft. Zum Ende der Saison gab es zwischen Amstätter und dem Verein über die Laufzeit seines Vertrages einen Streit, der außergerichtlich beigelegt wurde. Der Vertrag endete rückwirkend zum 30. Juni 2010.
Im August 2010 wechselte Amstätter zurück zum SV Darmstadt 98 in die Regionalliga Süd, mit dem er 2011 in die 3. Liga aufstieg. Für den SV Darmstadt 98 absolvierte er danach noch 17 Drittligaspiele.
Ab Juli 2012 fungierte Amstätter als Spielertrainer beim SV Wiesbaden 1899. Mit dem Verein gewann er in der Spielzeit 2012/13 die Meisterschaft der Verbandsliga und stieg in die Hessenliga auf. In der Saison 2013/14 gab er die Trainerposition wieder ab, spielte aber weiterhin bis Sommer 2015 für den Verein. Danach wurde er Co-Trainer der Wiesbadener Oberligamannschaft.

### Als Trainer
In der Winterpause 2015/16 löste er seinen Vertrag beim SV Wiesbaden auf und nahm das Angebot des SV Zeilsheim an, Cheftrainer des Gruppenliga-Tabellenführers zu werden. Unter seiner Regie blieb die Mannschaft ungeschlagen, holte 13 Siege aus 14 Spielen und stieg am Saisonende in die Verbandsliga auf. In der darauffolgenden Saison führte Amstätter den SV Zeilsheim auf den zweiten Platz der Verbandsliga, scheiterte mit seiner Mannschaft jedoch knapp in der Aufstiegsrunde zur Hessenliga. In der Saison 2019/20 lag der Verein nach 21 Spielen auf dem ersten Platz der Verbandsliga Mitte, als die Saison aufgrund der COVID-19-Pandemie abgebrochen wurde. Nach Anwendung der Quotientenregel wurde der SV Zeilsheim als Aufsteiger in die Hessenliga bestimmt, somit gelang Amstätter der zweite Aufstieg in seiner Amtszeit beim SV Zeilsheim.
Eine Woche vor dem Start der Saison 2021/22 wurde Amstätter überraschend vom SV Zeilsheim freigestellt. Als Grund für die Entlassung wurden seitens der Vereinsführung „interne Missverständnisse“ genannt.

## Privates
Seit dem 19. Juli 2006 ist Amstätter Vater von Zwillingen.